# 下因加什
下因加什（羅馬化：Nizhniy Ingash）是俄罗斯克拉斯诺亚尔斯克边疆区的市级镇、下因加什区行政中心，位于叶尼塞河流域内波伊马河一支流因加什河畔，地处克拉斯诺亚尔斯克边疆区南部，在边疆区首府克拉斯诺亚尔斯克东偏北方。设有同名铁路车站。R255公路（西伯利亚公路）经过该地。
该地2021年人口有6,831人；2010年人口7,583；2002年人口8,592；1989年人口8,028。